# Rusanivți, Letîciv
Rusanivți (în ucraineană Русанівці) este un sat în comuna Holoskiv din raionul Letîciv, regiunea Hmelnîțkîi, Ucraina.

## Demografie
Componența lingvistică a localității Rusanivți
     Ucraineană (96,44%)
     Rusă (3,24%)
Conform recensământului din 2001, majoritatea populației localității Rusanivți era vorbitoare de ucraineană (96,44%), existând în minoritate și vorbitori de rusă (3,24%).